# Dictyacanthidae
Famille
Les Dictyacanthidae sont une famille de radiolaires, de la classe des Acantharea, de l'ordre des Arthracanthida.

## Genres
Selon IRMNG (21 mars 2021) :
- Dictyacantha Schewiakoff, 1926